# SkyTeam
SkyTeam – sojusz linii lotniczych powstały 22 czerwca 2000. Pod względem wielkości drugi – po Star Alliance – na świecie. 
W skład SkyTeam wchodzi 18 przewoźników.

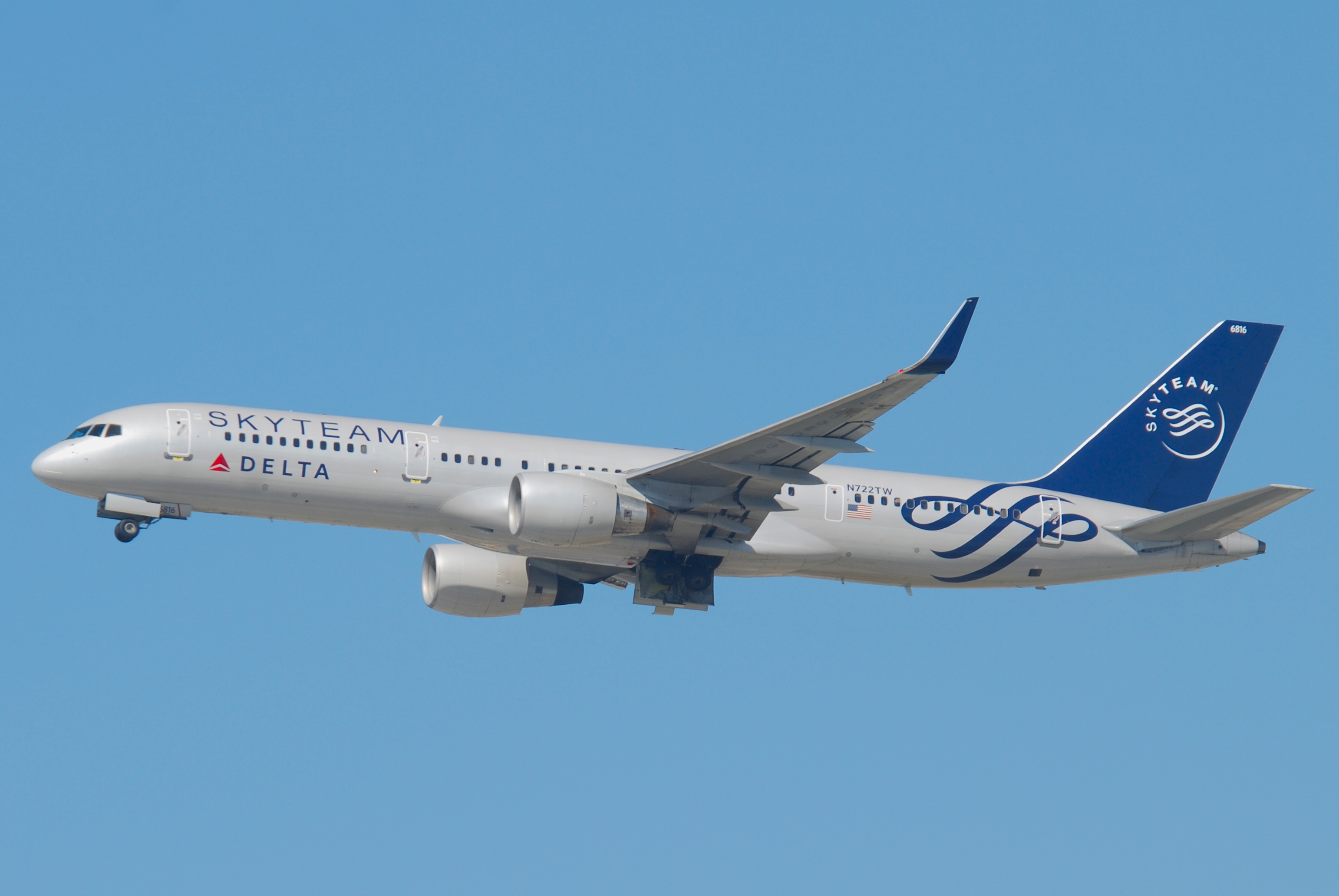
Boeing 757 linii Delta Air Lines w malowaniu sojuszu SkyTeam

## Członkowie
1. Aerolíneas Argentinas
2. Aeromexico
3. Air Europa
4. Air France
5. China Airlines
6. China Eastern Airlines
7. Delta Air Lines
8. Garuda Indonesia
9. Kenya Airways
10. KLM
11. Korean Air
12. Middle East Airlines
13. SAS
14. Saudia
15. TAROM
16. Vietnam Airlines
17. Virgin Atlantic Airways
18. Xiamen Airlines

## Członkowie zawieszeni

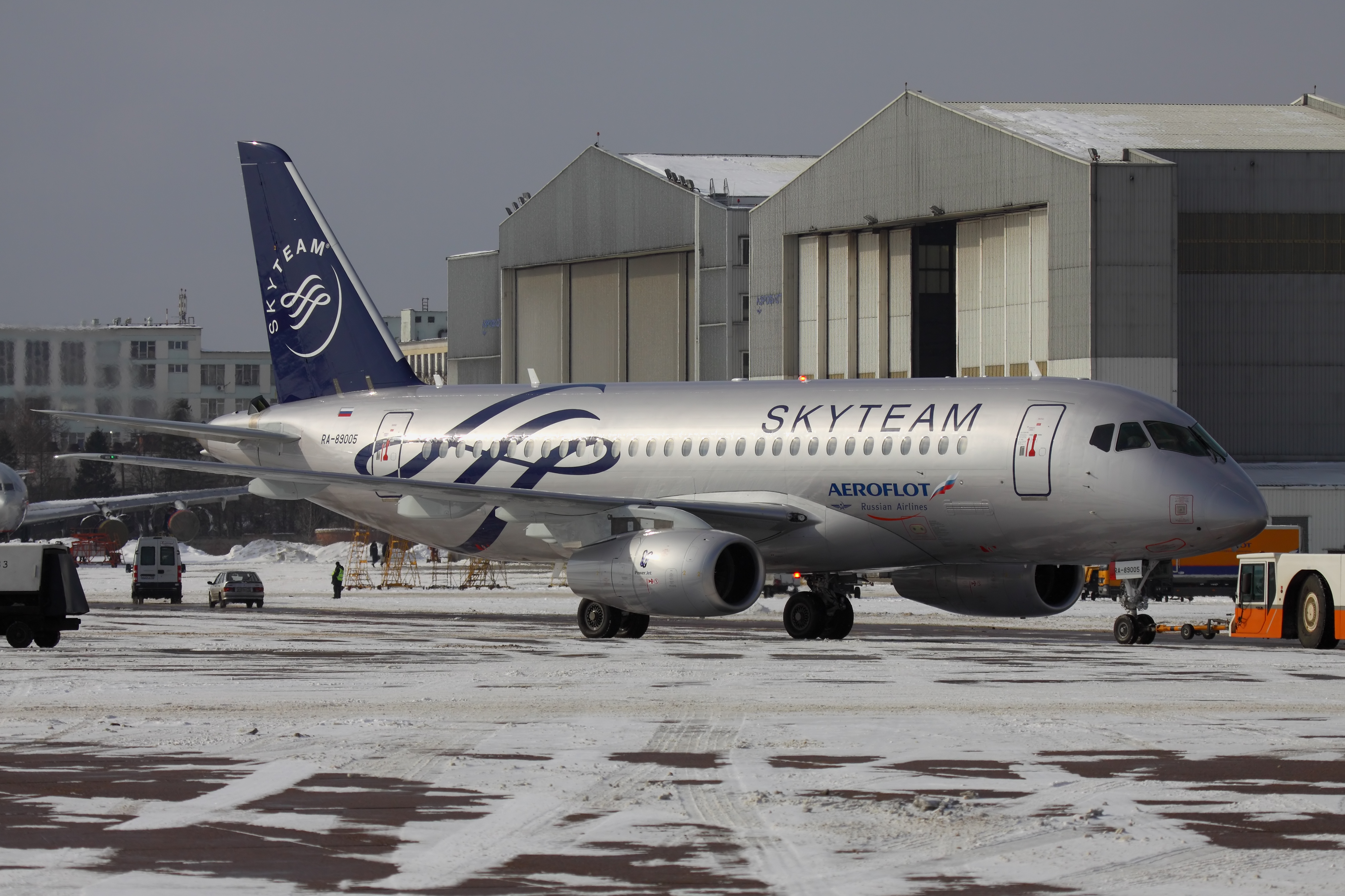
Suchoj SuperJet 100 linii Aerofłot w malowaniu sojuszu SkyTeam

- Aeroflot – członkostwo linii w sojuszu zostało zawieszone 28 kwietnia 2022[3]

## Byli członkowie
- Alitalia – linia zakończyła działalność w 2021
- China Southern Airlines
- Continental Airlines – wystąpił w 2009, później członek Star Alliance - przejęte przez United Airlines
- Copa Airlines – do 2009 członek stowarzyszony sponsorowany przez Continental Airlines
- Czech Airlines – w 2024 przejęte przez Smartwings[4]
- ITA Airways – wystąpił w 2025 w związku z przejęciem przez Lufthansę, członka Star Alliance[5]
- Northwest Airlines – w 2009 przejęte przez Delta Air Lines